# История евреев в Индонезии

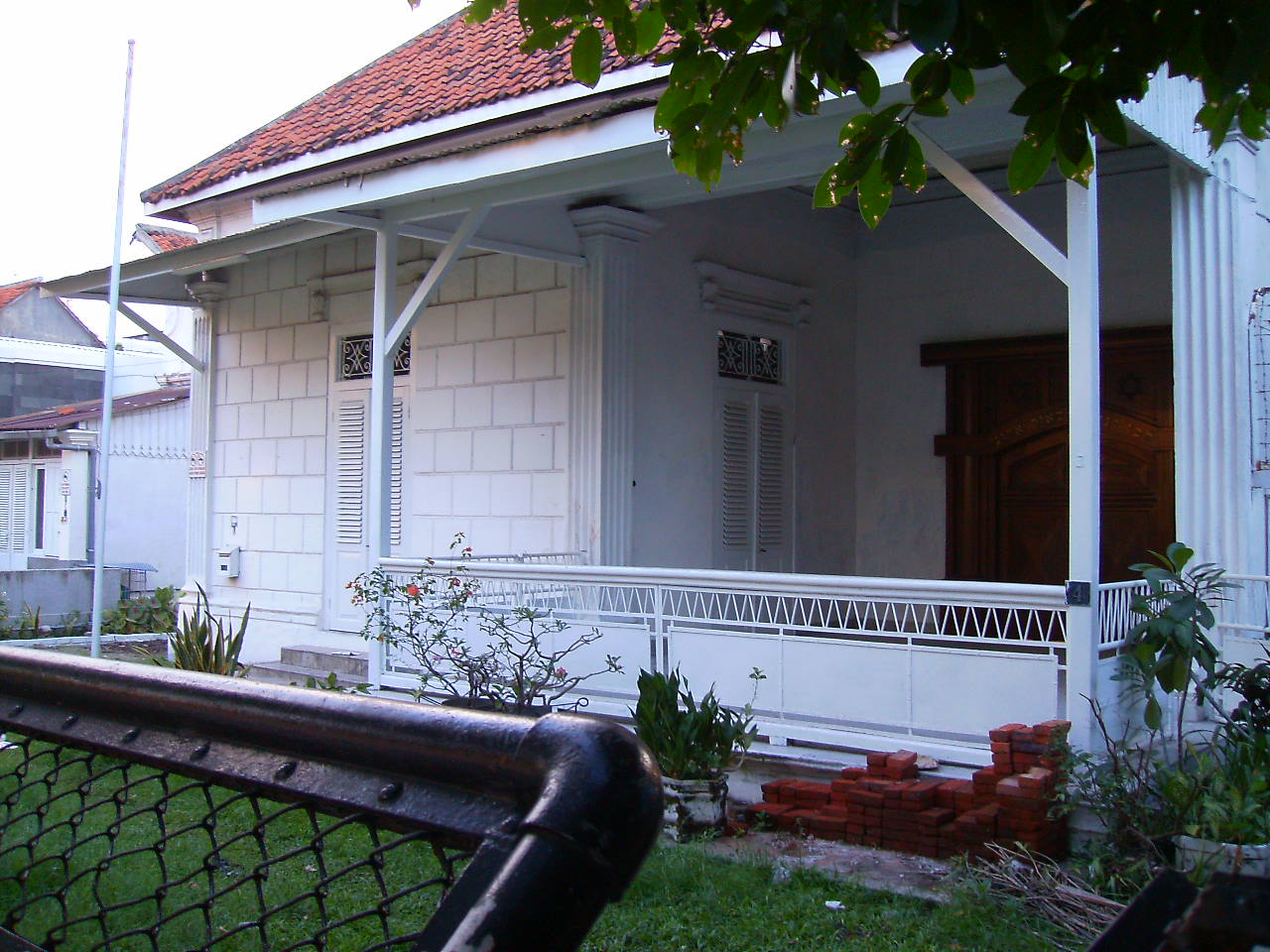
Сурабайская синагога, разрушена в 2013 году.

История евреев в Индонезии началась с прибытием первых европейских исследователей и поселенцев; первые евреи прибыли в страну в XVII веке. Большинство индонезийских евреев прибыли из Южной Европы, Великобритании, Нидерландов, Бельгии, Германии, Франции, Ближнего Востока, Северной Африки, Индии, Китая и Латинской Америки. Евреи в Индонезии в настоящее время составляют очень небольшую общину, насчитывающую около 100–550 человек, в основном это евреи-сефарды. Иудаизм не признан одной из шести официальных религий страны, и члены местной еврейской общины могут идентифицировать себя в официальных удостоверениях личности как последователи «Веры в Единого Всемогущего Бога» (индон. Kepercayaan Terhadap Tuhan Yang Maha Esa) или других признанных религий.
В настоящее время большинство индонезийских евреев проживает в городе Манадо на севере острова Сулавеси.

## История
В 1850-х годах еврейский путешественник Яков Сапир первым написал о еврейской общине в Голландской Ост-Индии после посещения Батавии, административного центра этой колонии. Со ссылкой на местного еврея он сообщил о 20 еврейских семьях, проживающих в этом городе и ещё о нескольких в Сурабае и Семаранге. Большинство евреев, живших в Голландской Ост-Индии в XIX веке, были голландскими евреями, которые занимались коммерцией или работали в колониальной администрации. Остальные члены еврейской общины были иммигрантами из Ирака или Адена.
Между двумя мировыми войнами число евреев в Голландской Ост-Индии оценивалось Исраэлем Коэном в 2000 человек. Индонезийские евреи сильно пострадали во время японской оккупации Индонезии, были интернированы и вынуждены работать в трудовых лагерях. После войны освобождённые евреи оказались без своего прежнего имущества, и многие эмигрировали в США, Австралию или Израиль.
По подсчётам конца 1960-х годов, 20 евреев проживало в Джакарте, 25 — в Сурабае, некоторое количество — в Манадо, Восточной Нуса-Тенгаре, на Молуккских островах и в Папуа.

## Население
Социальные и культурные особенности Индонезии способствовали ассимиляции. Например, индонезийцы китайского происхождения были вынуждены изменить свои имена, но им по-прежнему разрешено исповедовать буддизм в Индонезии.
Религия в Индонезии регулируется государством. Индонезийские евреи сталкиваются с проблемой указания религии в своих государственных удостоверениях личности под названием KTP (Kartu Tanda Penduduk). Каждый гражданин старше 17 лет должен иметь KTP, в котором указана религия владельца, а Индонезия признаёт только шесть религий, иудаизм к их числу не относится. Многие евреи, указавшие религию, зарегистрировались как христиане.
Приблизительно 20 000 потомков евреев всё ещё живут в Индонезии, хотя многие из них теряют свою историческую идентичность. Поскольку большинство индонезийских евреев происходят из Южной Европы и Ближнего Востока, они говорят на индонезийском, малайском, арабском, иврите, португальском и испанском языках.

## Синагоги
Индонезийская еврейская община очень мала, большинство её членов проживает в столице Джакарте, а остальные — в Сурабае. Многие еврейские кладбища всё ещё существуют по всей стране в Семаранге (центр Явы), в Панкалпинанге на острове Банка, в Палембанге на юге Суматры и в Сурабае.

### Торат Хаим, Джакарта
Небольшая община во главе с раввином Товией Зингером, ранее единственным раввином в современной Индонезии. Работает совместно с Фондом Эйтс Хаим Индонезия, единственной еврейской организацией в Индонезии, получившей официальную санкцию под эгидой Христианского бюро Департамента по делам религии Индонезии.

### Сурабайская синагога
В Сурабае, столице провинции Восточная Ява в Индонезии, была синагога. Долгие годы она была единственной синагогой в стране. Синагога перестала действовать с 2009 года, в ней не было свитков Торы и раввина. Она была расположена по адресу Джалан Каюн 6 на участке площадью 2000 м² недалеко от реки Кали Мас в доме, построенном в 1939 году во время голландского правления.
Дом был куплен местной еврейской общиной у голландского врача в 1948 году и превращён в синагогу. Только мезуза и 2 звезды Давида на входе указывали на то, что это синагога. Община в Сурабае больше не настолько велика, чтобы содержать миньян, собрание из десяти человек, необходимое для проведения публичных богослужений. Синагога была снесена до основания в 2013 году.

### Синагога в Тондано
С 2003 года синагога Шаар ха-Шамаим обслуживает местную еврейскую общину, насчитывающую около 20 человек, в городе Тондано, округ Минахаса, Северный Сулавеси. В настоящее время это единственная действующая синагога в Индонезии. В этом районе осталась крошечная местная еврейская община, состоящая в основном из тех, кто заново открыл для себя корни своих предков и снова обратился в иудаизм.